# Tiberius Sempronius Gracchus (néptribunus)
Tiberius Sempronius Gracchus (i. e. 163 k. – Róma, i. e. 133 júliusa) római politikus, az előkelő plebeius Sempronia gens tagja volt. Elsősorban földtörvényéről ismert, amit élete utolsó évében hozott néptribunusként; a római kisbirtokos réteg felbomlását megakadályozni és a hadsereg erejét visszaállítani hivatott intézkedés kirobbantotta ellenkezés végül a politikus halálához vezetett.

## Származása, ifjúsága
Tiberius Gracchus a hasonló nevű illusztris hadvezér és politikus, a kétszeres consul Tiberius és felesége, Cornelia Scipionis gyermeke, anyja révén a Hannibalt legyőző Scipio Africanus unokája volt. Szüleinek tizenkét gyermeke született a feljegyzések szerint, de többségük valószínűleg fiatalon meghalt; csupán Tiberius és szintén híres, nála jóval fiatalabb öccse, Caius, illetve Sempronia nevű leánytestvérük ismert, akit utóbb ifjabb Scipióhoz adtak feleségül. Tiberius viszonylag fiatalon vesztette el apját (legkorábban Kr. e. 154 körül), ezután anyja gondoskodott ő és testvérei oktatásáról. Görög tanítómestereiktől (a marathóni Menelaosz, a mütilénéi Diophanész és a cumaei Blossius) kiváló és sokoldalú nevelést kaptak, melynek eredményeképpen Tiberius kiemelkedő szónoki képességekre tett szert, amihez megnyerő személyiség párosult.

## Karrierjének kezdetei
Felnőtt korba érve augurrá választották, Appius Claudius Pulcher pedig feleségül adta hozzá Claudia nevű lányát. Kr. e. 147-ben sógorával és barátjával, ifjabb Scipióval tartott a harmadik pun háborúba, akitől katonai ismereteket szerzett. A harcban rendkívüli bátorságról és fegyelmezettségről tett tanúbizonyságot, állítólag a Karthágó falaira elsőként felhágók között volt a végső ostrom során. Ezután sokáig nem hallani róla; végül Kr. e. 137-ben quaestorként Caius Hostilius Mancinus consul oldalán Hispania Citeriorba ment, ahol mind a rómaiak, mind a helyi lakosság nagyrabecsülését kivívta. A numantiai háborúban Mancinus vereséget szenvedett a keltibérektől, ám azok Tiberius Gracchusra (és apja korábbi, tartományban szerzett érdemeire) való tekintettel hajlandóak voltak a quaestor közvetítésével a vereséghez mérten enyhe feltételekkel békét kötni. A legalább húszezer bekerített legionárius így sértetlenül elvonulhatott, ami nagy népszerűséget szerzett Gracchusnak hazatérését követően. A senatus azonban méltatlannak és dicstelennek ítélte a békekötést, így a konzervatív csoport Scipio vezetésével Mancinus ellen fordult, akit Kr. e. 136-ban meztelenre vetkőztetve és megkötözve kiszolgáltattak a numantiaiaknak, hogy jelezzék: a megállapodást semmisnek tekintik. Gracchusra azonban nem háramlott baj az eset miatt. A politikus Kr. e. 134-ben néptribunusnak jelöltette magát, és meg is választották a következő évre.

## A földtörvény
Kr. e. 133-as hivatali évében – talán a katonák körében tapasztalható elégedetlenség, a besorozható polgárok számának csökkenése, a nincstelenek szaporodása miatt – a földreformot tűzte zászlajára. A Kr. e. 367-es Licinius–Sextius-féle földtörvény annak idején szabályozta, hogy ki mennyi földet birtokolhat és mennyit vehet bérbe az állami, közös földekből (agri publici). Az idők folyamán azonban a törvény feledésbe merült, és hatalmas birtokkomplexumok alakultak ki állami- és magánföldekből. Ezeken a háborúk során szerzett rabszolgák dolgoztak. A nagybirtokosok (akik jórészt a senatus tagjai voltak) birtokaikat tovább növelték, és az állandó háborúskodás miatt a távol levő kisbirtokosok földjeit is olcsón felvásárolhatták, ami drasztikusan csökkentette a vagyon alapján besorozható polgárok számát és demoralizálta az éveken át idegen földön szolgáló katonákat, amellett jelentősen növelte a Róma városába áramló, idénymunkákból és szavazatai adásvételéből élő nincstelen polgárok számát.
A válságot Gracchus és tekintélyes elvbarátai – apósa, Appius Claudius, a jeles jogtudós Publius Mucius Scaevola, illetve Publius Licinius Crassus, a pontifex maximus –  a kisbirtokok helyreállításával próbálta megoldani. Ezért Gracchus javasolta, hogy a több mint kétszáz éves földtörvényt újítsák meg, kedvezményképpen kibővítve azzal, hogy a közföldekből fejenként birtokolható 500 iugerumnyi (126 hektárnyi) területhez a tulajdonos legfeljebb két fia nevében 250-250 iugerumnyi hozzátehető. Így egy személy összesen 1000 iugerumnyi (252 hektárnyi) földet bérelhetett a közföldekből. A fennmaradó többletet egy állandóan működő háromfős bizottság (triumviratus) kisbirtokok formájában kioszthatta a nincstelen polgárok között. Az kiosztandó birtokrészekre épített ingatlanokért kárpótlást helyezett kilátásba.

## Sikerek
A nagybirtokosokat tömörítő senatori arisztokrácia jó része nem volt hajlandó belenyugodni a földosztás gondolatába, ezért a maguk oldalára állították a szintén túlzottan sok birtokkal rendelkező Marcus Octavius Caecina néptribunust. A két tribunus vitája parttalanul folyt, végül a senatus elé vitték, ahol szintén nem sikerült eredményre jutni. Végül Gracchus iustitiumot hirdetett, azaz felfüggesztett minden kormányzati tevékenységet az ellentmondás megszűnéséig, és javaslatot tett riválisának leváltására. A népgyűlés végül megvonta Caecina tribunusi megbízatását, a törvényt pedig nagy többséggel elfogadta. Rövidesen felállt a hármas földosztó bizottság, amelyben a triumviri tisztségeket Gracchus és öccse, Caius, illetve Appius Claudius foglalta el.
Noha Tiberius Gracchus népszerűsége a tetőpontján volt, a senatusban Publius Cornelius Scipio Nasica Serapio vezette konzervatív tömörülés folyamatos, heves támadásokat intézett ellene és reformja ellen. (Újabb elképzelések szerint nem a törvény tartalma, hanem az elintézés módja – a senatus teljes kizárása a döntéshozatalból – váltott ki ellenállást a honatyákból.) Egy barátja mérgezésre utaló halála nyomán a néptribunus jobbnak látta védekezni az esetleges gyilkossági kísérletek ellen, ezért mindig afféle barátaiból álló testőrség körében mutatkozott. Időközben híre jött, hogy III. Attalosz, az anatóliai Pergamon királya végrendeletében a Római Köztársaságra hagyta országát. Gracchus az ebből származó vagyont részint kárpótlásra, részint a létrehozott birtokok feltőkésítésére kívánta felhasználni, de erre vonatkozóan, úgy tűnik, nem született határozat.

## A bukás
Bár Gracchus kétségtelen sikert ért el, ellenfelei áskálódása nem szűnt meg. Elterjesztették annak gondolatát, hogy Octavius tribunusi hivatalának elvétele törvényellenes eljárás volt, sőt azt is, hogy a politikus egyeduralomra tör. Ennek további tápot adott, hogy a hagyományokat felrúgva Gracchus néptribunusnak jelöltette magát a következő évre is. Ezt mind törvényét, mind életét féltve tette, mivel hivatala lejártával a földreformot szabadon eltörölhették volna, őt magát pedig perbe lehetett volna fogni, nem lévén már szent és sérthetetlen (sacrosanctus).
Balszerencséjére a választások júliusban voltak, amikor a törvényéből hasznot húzó földnélküliek zöme idénymunkát végezve távol volt Rómától, a helyben maradó városi lakosság pedig kevéssé szimpatizált Gracchusszal, és nem volt hajlandó megvédeni őt. A feszült hangulatban kezdődő szavazást az arisztokraták nyomására elnapolták, másnap pedig a hírre, hogy Gracchust meg akarják gyilkolni, pánik tört ki. A Scipio Nasica vezette senatorok egy csoportja – a consulok és a testület beleegyezése és felhatalmazása nélkül – rárontott a menekülő tömegre, és mintegy háromszáz emberrel végeztek bunkósbotokkal és kövekkel felfegyverkezve. Gracchust a senatus ülésének helyet adó Fides-templom előtt verték fejbe, amibe belehalt. (Meggyilkolásának „dicsőségét” Lucius Rufus és egy tribunustársa, Publius Satureius is magáénak vallotta.) Gracchus és hívei (köztük nevelője, Diophanész) holttestét másnap a Tiberisbe vetették, és számos más párthívét börtönözték be vagy kényszerítették menekülésre.

## Öröksége, emlékezete
Bár Gracchust meggyilkolták, reformját nem vonták vissza: a törvény érvényben maradt, a triumvirátus pedig tovább működött, ráadásul Kr. e. 123-ban tribunusi hivatalt viselő, Caius nevű öccse kiterjesztette a reformelképzeléseket. Utóbb az ő tevékenységét is vérbe fojtották. Az optimata hagyomány később negatív színben tüntette fel a Gracchusok tevékenységét, bár Tiberius személyes kvalitásait a későbbi szerzők (Titus Livius, Plutarkhosz, Appianosz, Velleius Paterculus stb.) is elismerték.